# Exelis pyrolaria
Exelis pyrolaria är en fjärilsart som beskrevs av Achille Guenée 1857. Exelis pyrolaria ingår i släktet Exelis och familjen mätare. Inga underarter finns listade i Catalogue of Life.